# Juli 1981
Portal Geschichte | Portal Biografien | Aktuelle Ereignisse | Jahreskalender | Tagesartikel

◄ |
19. Jahrhundert |
20. Jahrhundert
| 21. Jahrhundert

◄ |
1950er |
1960er |
1970er |
1980er
| 1990er | 2000er | 2010er | ►

◄ |
1977 |
1978 |
1979 |
1980 |
1981
| 1982 | 1983 | 1984 | 1985 | ►

◄ |
April 1981 |
Mai 1981 |
Juni 1981 |
Juli 1981 |
August 1981 |
September 1981 |
Oktober 1981 |
►
Dieser Artikel behandelt aktuelle Nachrichten und Ereignisse im Juli 1981.

## Tagesgeschehen

### Mittwoch, 1. Juli 1981

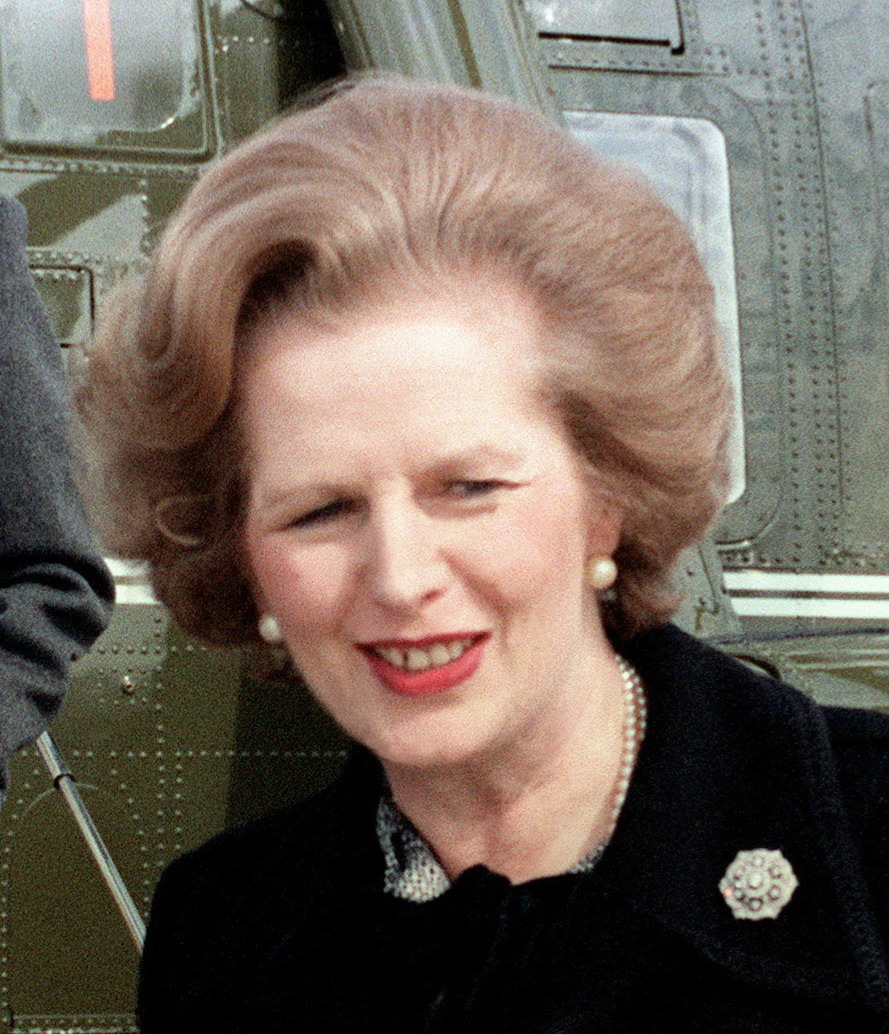
Margaret Thatcher

- London/Vereinigtes Königreich: Das Land übernimmt von den Niederlanden den Vorsitz im Rat der Europäischen Union. Das Amt der Regierungschefin der EWG erhält Margaret Thatcher. Sie kritisiert: „There are two peoples who keep Europe going financially, the Germans and us.“ (deutsch „Zwei Völker halten Europa finanziell am Laufen, die Deutschen und wir.“)[1]
- Sèvres/Frankreich: Das Internationale Büro für Maß und Gewicht fügt um 1.59 Uhr und 59 s Mitteleuropäischer Sommerzeit eine Schaltsekunde in die Koordinierte Weltzeit (UTC) ein. Störende Einflüsse auf Erdbahn und -rotation ohne UTC-Korrektur hätten zur Folge, dass sich die Erde nach 90 Jahren erst mit 60 s Verzögerung an der Stelle einer kompletten jährlichen Sonnenumrundung befände.[2]

### Samstag, 4. Juli 1981
- London/Vereinigtes Königreich: Titelverteidigerin Chris Evert-Lloyd aus den USA gewinnt das Damen-Einzel-Turnier der Wimbledon Championships im Tennis gegen Hana Mandlikova aus der Tschechoslowakei.[3]

### Sonntag, 5. Juli 1981
- London/Vereinigtes Königreich: John McEnroe aus den USA gewinnt das Herren-Einzel-Turnier der Wimbledon Championships im Tennis gegen Björn Borg aus Schweden in vier Sätzen.[4]

### Dienstag, 7. Juli 1981
- Ramsgate/Vereinigtes Königreich: Das vom amerikanischen Physiker Paul McCready entworfene Solarflugzeug Solar Challenger absolviert als erstes Fluggerät die Überquerung des Ärmelkanals ausschließlich mit Zufuhr von Sonnenenergie. Der Pilot Stephen Ptacek legt die Strecke von Pontoise, Frankreich, zur Royal Air Force Base Manston in Kent in knapp fünfeinhalb Stunden zurück.[5]

### Donnerstag, 9. Juli 1981
- Ganluo/China: In der südwestlichen Provinz Sichuan zerstört ein Murgang eine Eisenbahnbrücke über den Nebenfluss Liziyida des Flusses Dadu He und wenige Minuten später verunglückt an der Stelle ein Personenzug. Dabei sterben mehrere hundert Insassen.[6]

### Donnerstag, 16. Juli 1981
- Malaysia: Mahathir bin Mohamad wird als vierter Premierminister vereidigt.

### Freitag, 17. Juli 1981

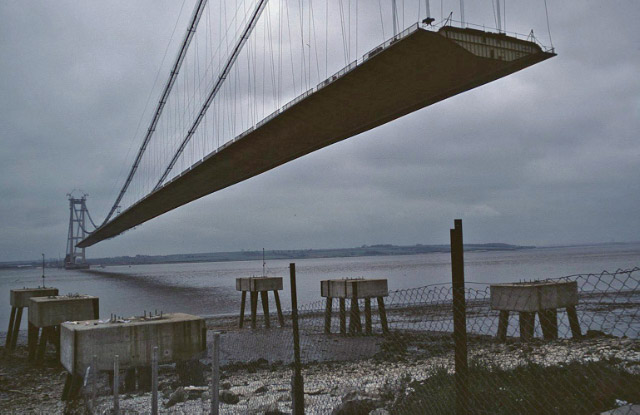
Humber-Brücke im Bau (1980)

- Barton-upon-Humber, Hessle/Vereinigtes Königreich: Die 2.220 m lange Humber-Brücke zwischen den Städten Barton und Hessle wird eröffnet und löst nach 16 Jahren die Verrazano-Narrows-Brücke in den Vereinigten Staaten als längste Hängebrücke der Welt ab. Die Spannweite beträgt rund 1.410 m.[7]
- Kansas City/Vereinigte Staaten: In einem Hotel geben im Atrium zwei baulich mangelhafte Fußgängerstege von jeweils 37 m Länge nach und fallen in das Foyer. In der Folge sterben 114 Personen und über 200 weitere Verletzte müssen versorgt werden.[8]

### Sonntag, 19. Juli 1981
- Paris/Frankreich: Bernard Hinault aus Frankreich gewinnt zum dritten Mal die Rad-Rundfahrt Tour de France.[9]

### Montag, 20. Juli 1981
- Montebello/Kanada: In der Nähe von Ottawa trifft sich die Gruppe der Sieben erstmals in Kanada zum Weltwirtschaftsgipfel. Ein gemeinsames Ziel der Staatschefs von Deutschland, Frankreich, Italien, Japan, Kanada, den Vereinigten Staaten und dem Vereinigten Königreich sowie des Vertreters der EWG ist die Bekämpfung des internationalen Terrorismus, mit besonderem Blick auf die verdeckte globale Terror-Finanzierung.[10]

### Dienstag, 21. Juli 1981
- Montebello/Kanada: In ihrer Abschlusserklärung zum Weltwirtschaftsgipfel resümiert die Gruppe der Sieben, dass die Inflationsrate in den vertretenen Ländern seit dem Gipfel in Venedig zwar gefallen sei, allerdings liegt sie in vier Ländern noch immer jenseits von 10 %. Die Staatschefs wollen diesem Umstand mit höheren staatlichen Investitionen begegnen. Bei der Terrorismusbekämpfung versichern sie sich ihrer gegenseitigen Unterstützung.[11]

### Freitag, 24. Juli 1981
- Teheran/Iran: Bei der Wahl des Staatspräsidenten entfallen nach Angaben der Wahlleitung circa 90 % der Stimmen auf den iranischen Ministerpräsidenten Mohammad Ali Radschā'i als neuen Amtsträger.[12]

### Montag, 27. Juli 1981

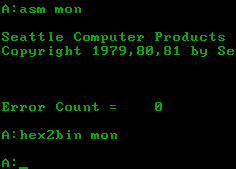
86-DOS-Screenshot

- Seattle/Vereinigte Staaten: Der Hardware-Hersteller Seattle Computer Products verkauft die Rechte an dem Betriebssystem 86-DOS für 50.000 US-Dollar an den Software-Entwickler Microsoft. 86-DOS ist das einzige Betriebssystem, von dem die Microsoft-Inhaber um Bill Gates wissen, dass es die Anforderungen ihres Vertragspartners IBM erfüllen wird. Für deren Personalcomputer wird Microsoft das Betriebssystem liefern.[13]

### Dienstag, 28. Juli 1981
- Kerman/Iran: Ein Erdbeben der Stärke 7,3 Mw verwüstet mehrere Ortschaften. Die Zahl der Todesopfer wird auf 1.500 geschätzt. Mehrere zehntausend Menschen verlieren ihr Obdach.[14]

### Mittwoch, 29. Juli 1981
- London/Vereinigtes Königreich: Prinz Charles, erstgeborener Sohn der Monarchin des Commonwealth Realms Elisabeth II., und Diana Spencer feiern ihre Hochzeit. Die Regierung verordnete aus diesem Anlass einen landesweiten Feiertag, rund 600.000 Menschen versammeln sich auf den Straßen Londons, die TV-Übertragung der Feier verfolgen schätzungsweise 750 Millionen Menschen weltweit.[15]

## Weblinks

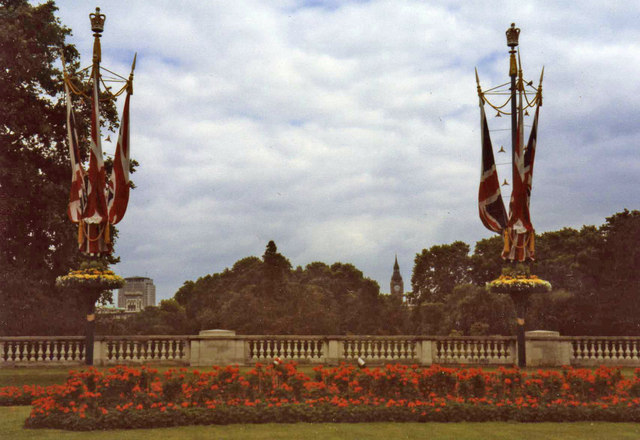
London im Juli 1981

### Freitag, 31. Juli 1981
- Amur/Sowjetunion: Bei der totalen Sonnenfinsternis trifft der Kernschatten des Mondes mit 122 Sekunden an einem Punkt rund 1.000 km nördlich von Wladiwostok am längsten auf die Erdoberfläche. Die komplette Verdeckung der Sonne durch den Mond kann von einer Linie vom Schwarzen Meer bis hin zur Insel Sachalin aus beobachtet werden.[16]